# ブルトン語版ウィキペディア
ブルトン語版ウィキペディア（ブルトンごばんウィキペディア）は、ブルトン語で編集されているウィキペディアである。記事数は2万2000項目を超える。これはケルト語派では最大規模である。